# Jean de Suzannet
Pour les autres membres de la famille, voir Famille de Suzannet.
Jean Knower Louis Honoré de Suzannet, né le 11 octobre 1884 à Chavagnes-en-Paillers (Vendée) et mort le 27 janvier 1938 à Paris 16e, est un homme politique français, député de la Vendée de 1936 à 1938.

## Biographie
Descendant d’une vieille famille vendéenne, fils de Louis, comte de Suzannet, diplomate, conseiller général de la Vendée, et de Virginia French, Jean de Suzannet avait comme arrière-grand-père le général Pierre Constant de Suzannet, qui avait combattu avec Charette et devenu l’un des chefs vendéens, participa activement au soulèvement de la Vendée lors des Cent Jours et fut mortellement blessé au cours d’un combat à Rocheservière le 20 juin 1815. Un autre de ses parents, le Chevalier de Suzannet avait trouvé la mort à Quiberon en 1795 après avoir combattu sous les ordres de l’amiral de Grasse lors de la Guerre d'indépendance des États-Unis et fait le voyage autour du monde dans l'expédition de Bougainville.

### Carrière militaire
Jean de Suzannet s'est destiné très tôt à la carrière militaire. Élève à l'École spéciale militaire de Saint-Cyr (1903-1905), il entre comme sous-lieutenant à l'École d’application de la cavalerie de Saumur (1905-1906). Quatre ans plus tard, il est affecté au 2e régiment de Chasseurs d’Afrique et prend part aux premières opérations de pacification aux confins algéro-marocain sous le commandement du général Lyautey, pour lesquelles il reçoit la médaille du Maroc.
Rapatrié en France à la suite d’une fièvre typhoïde, il se présente en 1911 à l'École supérieure de guerre d’où il sort premier en 1913. Quand la guerre éclate, il est affecté à Nancy à l’état-major du 20e corps d'armée, sous les ordres du général Foch. Nommé capitaine la même année, il est cité à l’ordre de l’armée le 2 novembre 1914 ce qui lui vaut la croix de guerre avec palme. L'année suivante, il est décoré de la croix de la Légion d’honneur et de la Military Cross britannique.
Parfaitement bilingue français anglais — sa mère était américaine — il est affecté en novembre 1915, au Grand quartier général et chargé de la liaison avec le Haut commandement britannique. Il obtient de passer provisoirement au 26e régiment d'infanterie qui tient un secteur du front de Verdun. Là, il commande une compagnie, puis le 3e bataillon. En avril 1918, il est cité à l'ordre la 11e division, la « division de fer », ce qui lui vaut une nouvelle palme à sa croix de guerre. Toujours en avril, il est appelé à l’état-major du général Foch où il a servi jusqu’à la fin de la guerre.

### Carrière politique
Ayant perdu en quelques mois sa première épouse, Mary Constance Knower, et sa fille aînée, Jean de Suzannet se met en congé de l’armée fin janvier 1921. Il se remarie l'année suivante, avec Hélène Durant de Mareuil et en 1924, tous deux s’installent au Canada, sur la côte pacifique, dans l’île de Vancouver où ils résident pendant dix ans. En réserve de l'armée, il est affecté au Conseil supérieur de la Défense nationale depuis 1925. En 1933, nommé conférencier permanent au consulat de France à Vancouver où il a pour mission de lutter contre la propagande anti-française qui s'est développée au lendemain de la Première Guerre Mondiale. Dans ce cadre, il participe à de grandes tournées de conférences où il exprime les points de vue de la France dans les domaines de la politique et de l'économie internationales.
De retour en Vendée fin 1934, il se lance en politique comme l'avait fait son père avant lui. Devenu conseiller municipal de Chavagnes-en-Paillers, il se présente dans la 2e circonscription de la Roche-sur-Yon aux élections législatives du 26 avril 1936 qui se déroulent au scrutin uninominal et il est élu au premier tour avec 13 280 voix sur 20 436 votants, contre 5 292 au député sortant, un démocrate populaire.
À la chambre, il s’inscrit au groupe de la Fédération républicaine. Fort de son expérience militaire, il devient membre de la Commission de l’armée. Le 10 octobre 1937, il est élu conseiller général du canton de Saint-Fulgent.
Au cours de son bref mandat, Jean de Suzannet dépose et soutient trois rapports relatifs aux fabrications d’armement, au recrutement et à l’avancement dans l’armée. Il intervient à diverses reprises, notamment au cours de la discussion du projet de loi tendant à la création d’un Office national du blé, de la discussion du budget pour l’année 1937 et de la discussion d’un projet de loi portant amnistie.
Il meurt le 27 janvier 1938 des suites d'un accident de voiture.

## Décorations
Jean de Suzannet était officier de la Légion d'honneur et titulaire de la croix de guerre avec plusieurs palmes et de la Military Cross. La Belgique lui décerne la croix de guerre et le fait chevalier de l'ordre de Léopold.

## Sources
- « Jean de Suzannet », dans le Dictionnaire des parlementaires français (1889-1940), sous la direction de Jean Jolly, PUF, 1960 [détail de l’édition]